# Zodiakaal licht

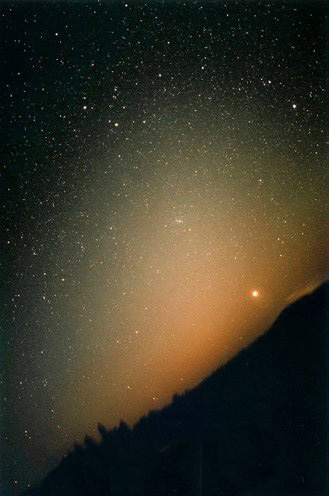
Zodiakaal licht aan de oostelijke hemel (sterrenbeeld Kreeft) voor het begin van de ochtendschemering. Verder zijn ook onder andere de planeet Venus en de open sterrenhoop Praesepe (M44) te zien.

Zodiakaal licht (Grieks: ζῴδιον; zódion; "dierenriem") is een uiterst zwakke permanente driehoekige witte lichtgloed aan de nachtelijke hemel die lijkt uit te stralen vanaf van de zon langs de ecliptica (schijnbare zonneweg) en de daarbij gelegen dierenriem. Het is een astronomisch verschijnsel dat wordt veroorzaakt door zonlicht dat wordt verspreid door ruimtegassen en -stoffen en dat zo zwak is dat het bij maanlicht of lichtvervuiling onzichtbaar is. Zodiakaal licht vermindert in intensiteit naarmate de afstand tot de zon groter wordt, maar in zeer donkere nachten kan het soms als een complete opschijnende band rondom de ecliptica worden gezien. Zodiakaal licht is echter onzichtbaar voor het oog aanwezig over de gehele hemel en is daarbij verantwoordelijk voor 60% van al het licht aan de hemel tijdens een maanloze nacht. Tegenover de zon (bij het zonnetegenpunt) kan soms ook een zeer zwakke ovale gloed worden gezien, die bekendstaat als de gegenschein.
Het fenomeen werd in 1683 voor het eerst beschreven door Giovanni Domenico Cassini en een jaar later verklaard door Nicolas Fatio de Duillier.

## Waarneming
In de gematigde breedtes kan het zodiakale licht het best worden waargenomen in heldere nachten boven een vlak oppervlak (bijvoorbeeld een meer) aan de westelijke hemel in de lente nadat de avondschemering volledig is verdwenen of aan de oostelijke hemel in de herfst kort voordat de ochtendschemering verschijnt. Zodiakaal licht is dan gedurende ongeveer 2 uur waarneembaar in de vorm van een kolom, die lichter is aan de horizon en overhelt langs de buiging van de ecliptica. Aangezien het licht dat wordt verstrooid door extreem kleine stofdeeltjes zich sterk naar voren toe uitspreidt, is het zodiakale licht het helderst wanneer het wordt aanschouwd in de richting van de zon. Daarom is het zodiakale licht het meest intens voor zonsopgang en na zonsondergang, op voorwaarde dat wel de zon wordt geblokkeerd, maar niet de stofdeeltjes die zich voornamelijk nabij de zichtlijn naar de zon bevinden. De band van stof waaruit het zodiakale licht bestaat is in werkelijkheid uniform verdeeld langs de hele ecliptica, maar het stof dat het verst afstaat van de ecliptica is nauwelijks zichtbaar, tenzij het bijna recht in de zon wordt bekeken.
In de tropen kan het zodiakale licht het hele jaar worden gezien, mits ver genoeg verwijderd van kunstmatige lichtbronnen en hun lichtvervuiling.
In een hoek van 90 graden met de zon gaat het zodiakale licht over in smalle, zeer zwakke lichtstrepen, die lichtbruggen worden genoemd. Op de van de zon afgekeerde zijde van de aarde, in een hoek van 180 graden met de zon, wordt het zonlicht iets sterker teruggestrooid door interplanetaire stofdeeltjes, waardoor hier de iets heldere Gegenschein zichtbaar wordt. De Gegenschein staat rond middernacht op de meridiaan.

## Ontstaan
Zodiakaal licht en de Gegenschein worden veroorzaakt door weerkaatsing en verstrooiing van zonlicht dat gas- en stofdeeltjes in het zonnestelsel weerkaatst die bekendstaan als interplanetair stof (niet te verwarren met interstellair stof). Dit interplanetaire stof is het resultaat van voortdurende botsingen tussen kleine rotsblokken zoals meteorieten en asteroïden en van stof dat afgegeven wordt door kometen. De banen van planeten zijn grotendeels vrij van dergelijke deeltjes, maar net buiten deze planetaire banen ontstaan opeenhopingen van resonantieveroorzakende deeltjes (interplanetaire stofwolken of zodiakale (stof)wolken). Deze stofwolken kunnen worden aangetoond buiten de banen van de Aarde en Venus en zorgen ervoor dat in de richting van de baan van de Aarde alleen zeer zwakke lichtbruggen te zien zijn; men kan praktisch gezien door een verder stofvrije ruimte kijken en ziet pas verderop "in de boog" het stof achter de baan van de Aarde.
De deeltjesdichtheid van de wolken neemt in de richting van de zon af. De dichtheid van de stofdeeltjes van 0,001 tot 0,1 mm grootte is daarbij zeer gering: per kubieke kilometer zijn gemiddeld slechts 10 tot 15 deeltjes aanwezig. Op basis van het Poynting-Robertson-effect komt het tot een grootteselectie van de deeltjes met als gevolg dat deeltjes die groter zijn dan 0,001 mm door de zoninstraling worden afgeremd, langzaam in de richting van de zon dwarrelen en uiteindelijk verdampen. Hierdoor is een continue toevoer van nieuwe deeltjes noodzakelijk om de zodiakale wolk in stand te houden. Kleinere deeltjes worden onder invloed van het Poynting-Robertson-effect alleen beperkt en worden door de doorslaggevende stralingsdruk van de zon uit het zonnestelsel gedreven. De wolk reikt ongeveer tot aan de baan van Mars.
Het zodiakale licht is het best zichtbaar wanneer de zon in een zo steil mogelijke hoek op- en ondergaat, wat bijvoorbeeld in West-Europa het geval is aan het begin van de lente en de herfst. In deze perioden duurt de schemering minder lang en verheft het lichtschijnsel zich zeer hoog boven de horizon. Rond de evenaar is dit het hele jaar het geval.

## Geschiedenis

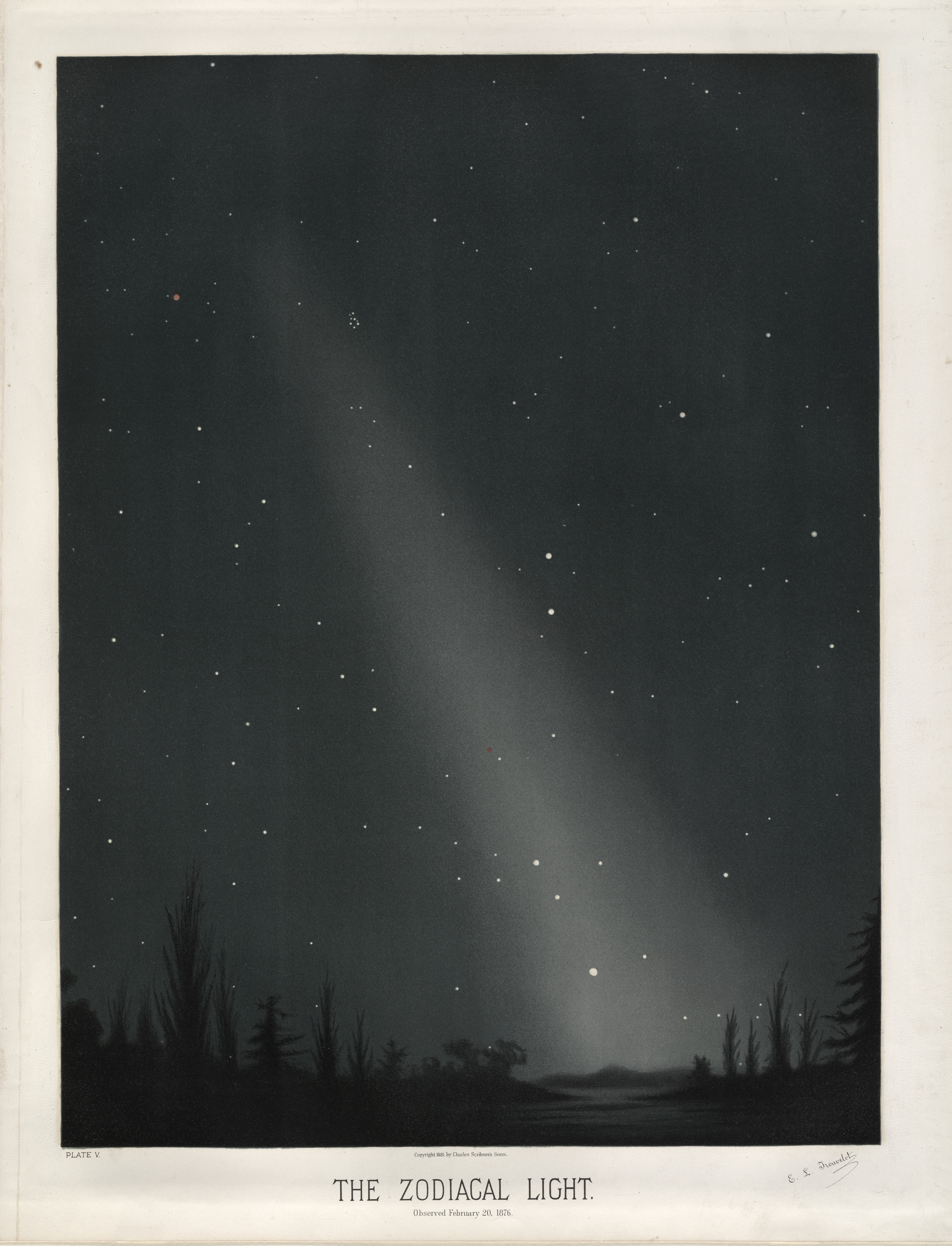
Zodiakaal licht aan de avondhemel. Reproductie naar een tekening van Étienne Léopold Trouvelot

Waarschijnlijk kenden reeds de Egyptenaren deze lichtverschijning. De islamitische profeet Mohammed noemde het de 'valse zonsopgang' (Arabisch: الفجر الكاذب; al-fajr al-kaadhib) om duidelijk te maken dat moslims er rekening mee moesten houden tijdens hun vijf dagelijkse gebeden. Uit de islamitische mondelinge overlevering zijn talloze zegswijzen (hadith) bekend waarin de profeet het verschil beschrijft tussen het licht van de 'valse zonsopgang', die lang na het licht van de zonsopgang zichtbaar blijft en de 'echte zonsopgang', het licht van de eerste gordel van het horizontale licht van de zonsopgang. Dergelijke praktische voorschrijvingen en toepassingen van astronomische observaties waren van groot belang voor de gouden eeuw van de islamitische astronomie.
De eerste uitgebreide beschrijving van het zodiakale licht werd tussen 1682 en 1683 gegeven door de Italiaanse wiskundige en astronoom Giovanni Domenico Cassini en zijn Zwitserse collega Nicolas Fatio de Duillier. Echter, nog in de Britse Cyclopaedia van 1728 was te lezen dat het zodiakale licht niets meer zou zijn dan "de zonneatmosfeer, een zeldzame en vluchtige vloeistof, ofwel lichtgevend van zichzelf, of zo gemaakt door de stralen van de zon die zijn bol omringen; maar in een grotere hoeveelheid en uitgebreider over zijn evenaar dan enig ander."
De Gegenschein werd voor zover bekend pas in 1730 herkend door de Franse jezuïetische pater en professor Esprit Pézenas (1692-1776). Verdere waarnemingen werden verricht door Alexander von Humboldt tijdens zijn Zuid-Amerikaanse reis tussen 1799 en 1803, die ook het begrip 'Gegenschein' bedacht.
De Deense astronoom Theodor Brorsen publiceerde in 1854 een onderzoek naar het zodiakale licht en de Gegenschein, waarbij hij als eerste een sluitende verklaring voor de Gegenschein wist te geven en aan te tonen dat het zodiakale licht een verschijnsel is dat de hele hemel omspant en dat men onder gunstige omstandigheden als zwakke lichtbrug tussen zodiakaal licht tot aan Gegenschein kan zien. De veroorzakende stofwolken werden kort daarna ontdekt door astronoom Walter Grotrian (1890-1954).

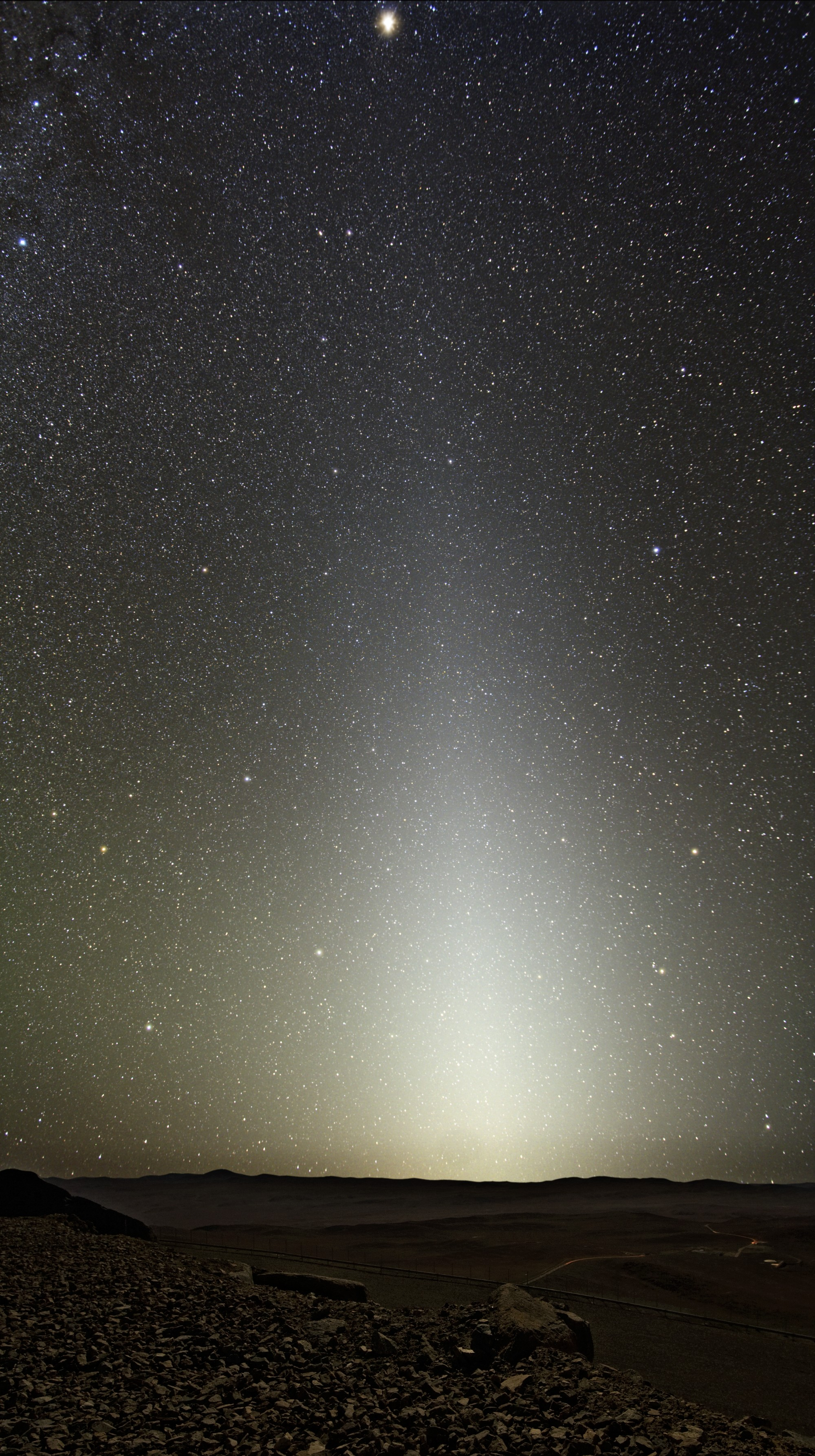
Zodiakaal licht gezien vanaf het obervatorium Paranal (Chili)
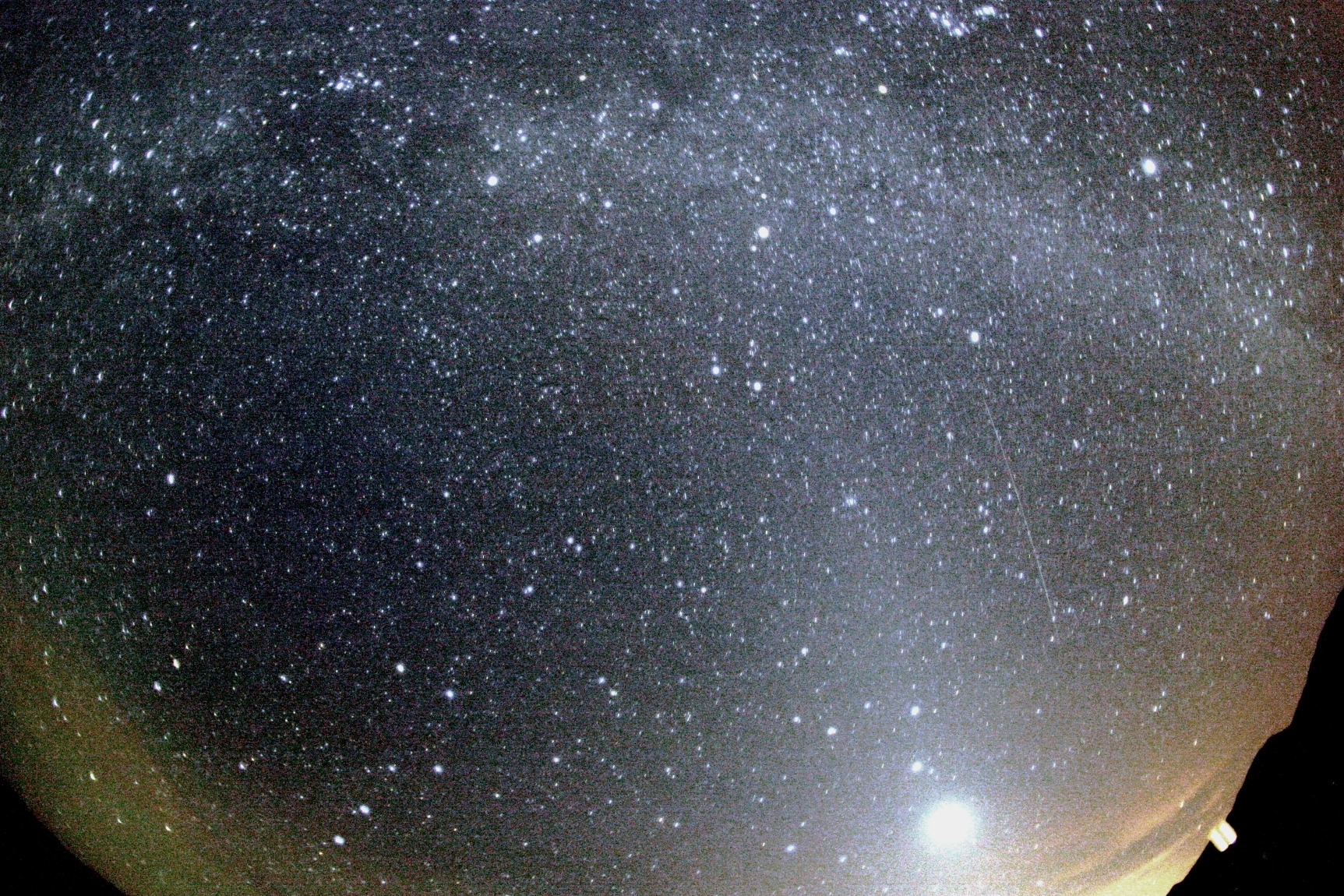
Zodiakaal licht met een voorbijschietende groen- en roodkleurige Orionidïsche meteoroïde onder de Melkweg en rechts de planeet Venus